# حادث قطار العياط (أكتوبر 2009)
تصادم قطاري القاهرة في العياط في 24 أكتوبر 2009 تصادم قطارين في العياط يودي بحياة أكثر من 30 قتيلا وأكثر من 58 جريحا ودعوات شعبية وبرلمانية لإقالة الحكومة